# Кепециненій-Унгурень
Кепециненій-Унгурень, Кепециненій-Унгурені (рум. Căpățânenii Ungureni) — село у повіті Арджеш в Румунії. Входить до складу комуни Арефу.
Село розташоване на відстані 152 км на північний захід від Бухареста, 56 км на північ від Пітешть, 130 км на північний схід від Крайови, 83 км на південний захід від Брашова.

## Населення
За даними перепису населення 2002 року у селі проживали 617 осіб, усі — румуни. Усі жителі села рідною мовою назвали румунську.